# Kanton Le Havre-6
Kanton Le Havre-6 is een kanton van het Franse departement Seine-Maritime. Het kanton maakt deel uit van het arrondissement Le Havre. Het telde 36 327 inwoners in 2017.

## Gemeenten
Het kanton Le Havre-6 omvat de volgende gemeenten:
- Le Havre (westelijk deel, hoofdplaats)
- Sainte-Adresse

Bij de herindeling van de kantons door het decreet van 27 februari 2014, met uitwerking op 22 maart 2015, werd het grondgebied aangepast voor wat het deel van Le Havre betreft.